# Nicola Franceschina
Nicola Franceschina (n. 26 mai 1977, Bormio, Lombardia, Italia) este un sportiv ce a reprezentat Italia, medaliat olimpic. A participat la 3 ediții ale Jocurilor Olimpice (1998, 2002, 2006) în care a câștigat o medalie de argint.